# Метод Келлера
Метод Келлера уточняет и дополняет метод геометрической оптики для получения удовлетворительного результата для зон тени и полутени.

## Описание метода
Метод базируется на обобщенном принципе Ферма о возможности распространения электромагнитной энергии не только вдоль обычных лучей, но и вдоль так называемых дифракционных лучей.
Под дифракционными лучами понимаются лучи, проведенные по кратчайшему пути от источника в точку наблюдения и имеющие при этом общий кусок гладкой кривой с отражающей поверхностью или общую точку с отражающим ребром.

## Примеры
Можно показать, что при дифракции на крае экрана дифракционные лучи образуют конус, осью которого является касательная к ребру, а угол при вершине равен удвоенному углу между падающим лучом и касательной к ребру.
В случае отражения от кривой поверхности дифракционный луч состоит из трех частей: двух отрезков касательных к поверхности, проведенных из точек истока и наблюдения, и куска геодезической кривой на поверхности тела (рис. 1). Таким образом, дифракционные лучи проникают в область геометрической тени и образуют там некоторое поле, чего нельзя было получить в рамках обычного метода геометрической оптики.
Заметим, что дифракционные лучи соответствуют азимутальным («ползущим») волнам, обегающим вокруг поверхности цилиндра.

Метод Келлера можно применить к задаче о возбуждении удаленным источником цилиндра с произвольным поперечным сечением (рис. 2). Если через ξ обозначить длину дифракционного луча, считая от точки касания Т1 до точки наблюдения p, а через η длину дуги, проходимой лучом, то решение для области тени можно записать в виде:
где U - величина, пропорциональная напряженности поля, а D - дифракционный коэффициент, определяемый из сравнения решения (1) с асимптотикой точного решения для круглого цилиндра; при этом радиус круглого цилиндра принимается равным радиусу кривизны произвольного цилиндра в точке «отрыва» луча T2.  Если рассматривается дифракция лучей на крае экрана произвольной формы, то в качестве эталонного берется строгое решение задачи о дифракции на крае полуплоскости, касательной к экрану, и считается, что токи вблизи точки касания этих двух экранов примерно одинаковы.

## Выводы
Из выражения (1) можно видеть, что келлеровское решение становится несправедливым вблизи поверхности тела (ξ-η→0). Около границы тени трудно провести сравнение с эталонным решением. Наконец, метод Келлера имеет лишь качественное обоснование и иногда приводит к существенным ошибкам.